# Beaufort-Spontin

Wappen der Beaufort-Spontin

Das Haus Beaufort-Spontin ist eine hochadelige Nebenlinie der Vögte von Huy, Herren von Spontin und Freÿr (Belgien).

## Geschichte
Die Familie gehört zum lothringischen Uradel und erscheint urkundlich zuerst 1005. Sie leitet ihre Abstammung von Walterus de Ardenne, 1066/91 Vogt von Huy, her, vermutlich ein Sohn des Boson, der 1032 als Vogt von Huy genannt wird. Der Familienname bezieht sich auf die Burg Beaufort bei Ben-Ahin, heute eine Ruine in einem Ortsteil von Huy (Belgien). Um 1200 kam auch das Schloss Spontin (in der Gemeinde Yvoir, Belgien) in den Besitz der Familie (mit Unterbrechung von 1518 bis 1753), bis es nach der französischen Revolution und der Besetzung der Österreichischen Niederlande enteignet wurde. Von 1410 bis 1880 war Schloss Freÿr im Besitz der Familie und gehört heute noch Nachkommen in weiblicher Linie.

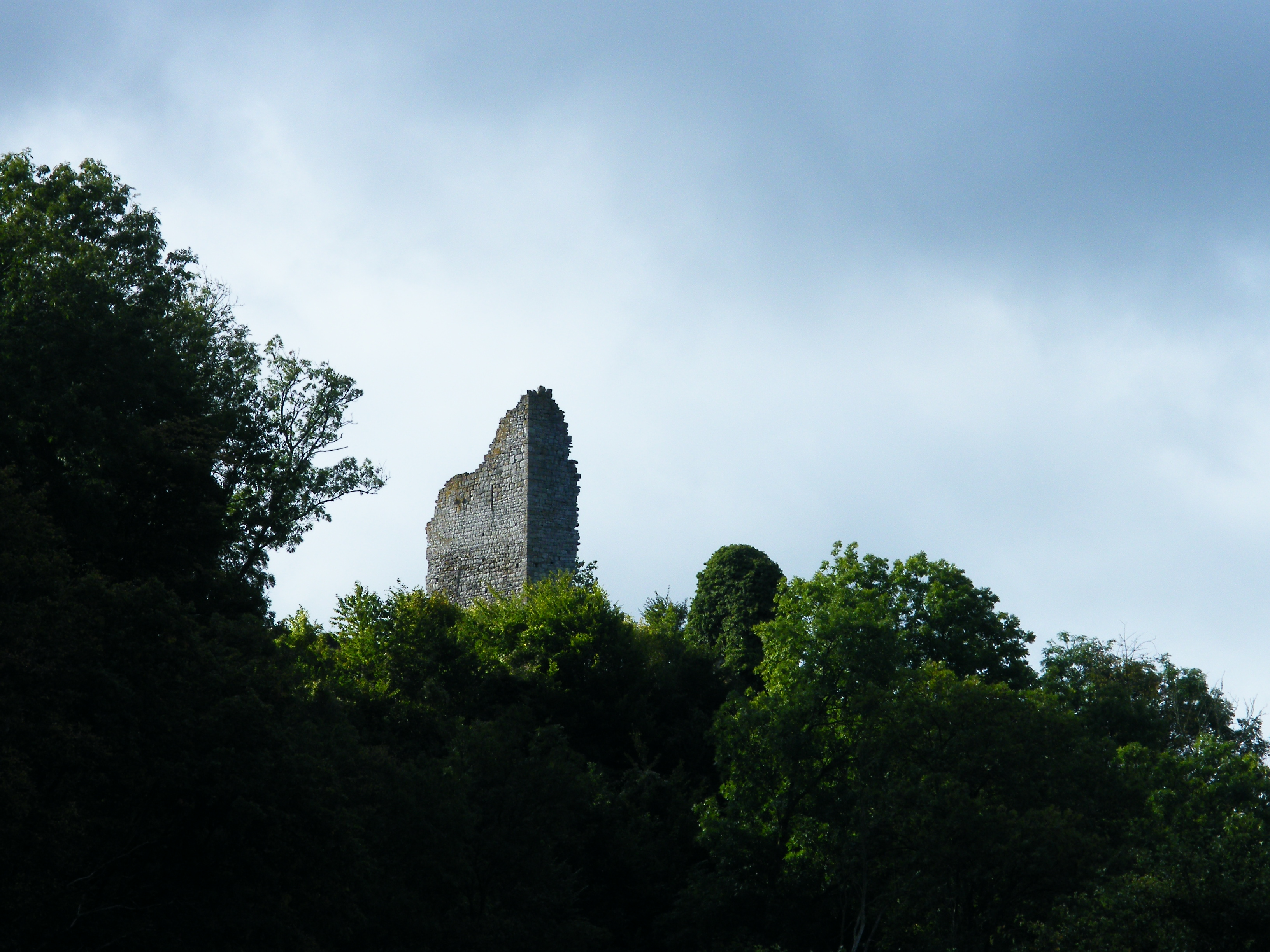
Ruine Beaufort
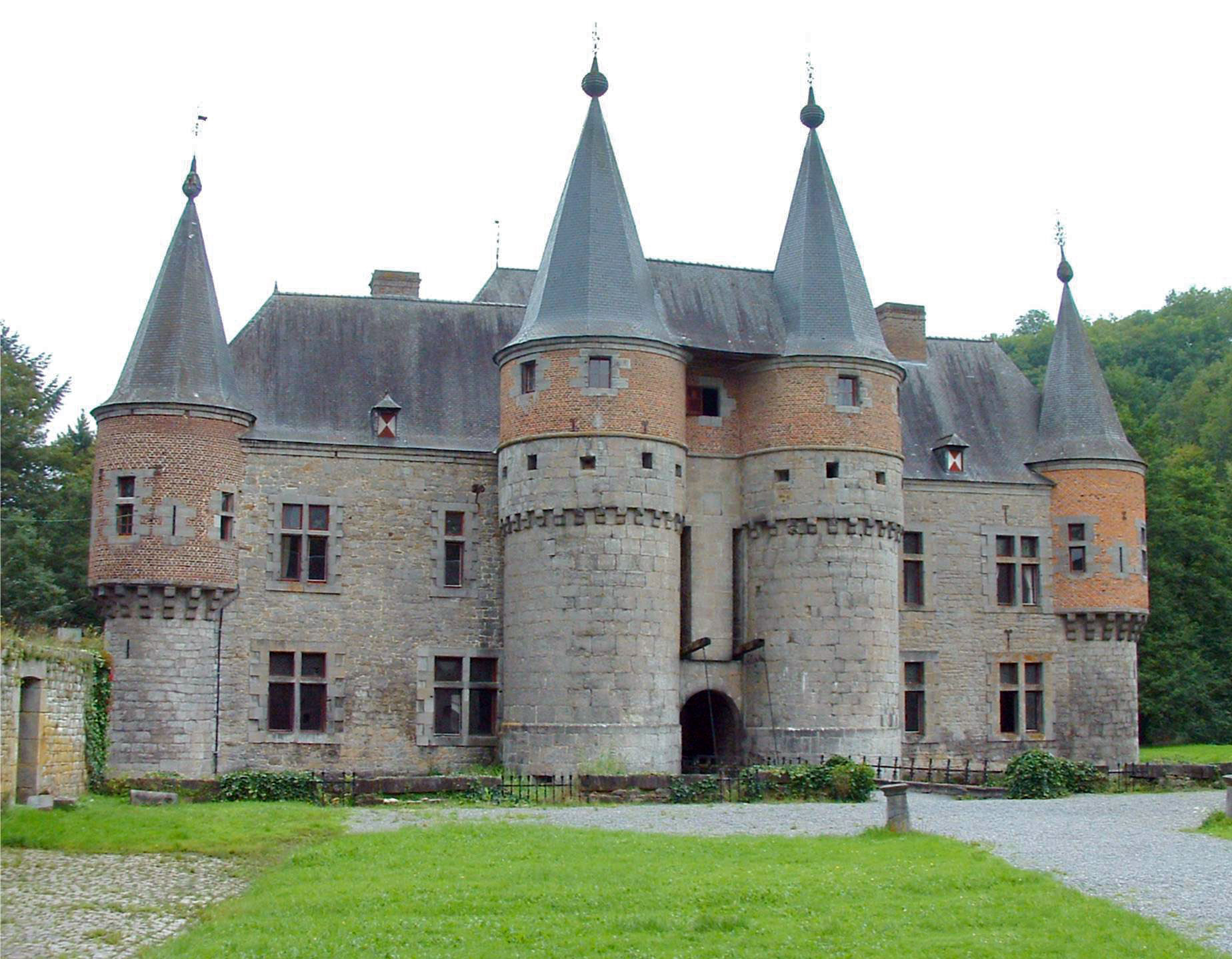
Schloss Spontin, Belgien

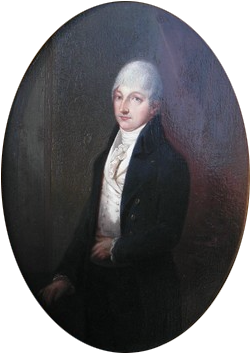
Friedrich, 1. Herzog von Beaufort-Spontin (1751–1817)

Jacques-Vincent de Spontin (1657–1731), seit 1669 Herr auf Freÿr, wurde zum Baron erhoben. Die erbländisch-niederländische Bestätigung als Graf und Marquis von Beaufort-Spontin erfolgte für seinen Sohn Charles-Albert (1713–1753) am 16. Februar 1746.
Die erbländisch-niederländische Herzogswürde (in Primogenitur) wurde am 2. Dezember 1782 an dessen Sohn, den kaiserlichen Wirklichen Geheimen Rat Friedrich Graf von Beaufort-Spontin (1751–1817) verliehen. Am 6. Oktober 1789 wurde er von Wien in den Reichsgrafenstand mit der Anrede „Hoch- und Wohlgeboren“ erhoben. Er war in erster Ehe mit Maria Leopoldina Álvarez de Toledo († 1792), Tochter des spanischen Herzogs von El Infantado, verheiratet. Während der Französischen Revolution floh er nach Münster, nachdem das Familienschloss von den Revolutionären in Brand gesteckt wurde. Er kehrte jedoch nach Freÿr im Jahre 1795 zurück. Im Dienste der Habsburger musste er jedoch im Jahre 1812 unter Druck von Napoleon Bonaparte auf seine Kammerherrfunktion im Dienste Kaiser Franz II. verzichten. Er lehnte aber dieselbe Funktion beim Kaiser der Franzosen wegen seiner Treue zu den Habsburgern ab. 1813 erwarb er Burg und Schloss Bečov (Petschau) in Böhmen. Er wurde von den Verbündeten im Jahre 1814 zum Statthalter der Niederlande ernannt, während Wellington im Palais Beaufort in Brüssel residierte. Beaufort-Spontin nahm am Wiener Kongress 1815 teil, erfuhr aber nicht, dass ein jüngerer Zweig des Hauses von Habsburg in Belgien die Herrschaft übernahm. Am 18. Mai 1816 wurde ihm das böhmische Inkolat verliehen. Als eines von 16 nicht-mediatisierten fürstlichen Geschlechtern hatte die Familie einen erblichen Sitz im Herrenhaus, dem Oberhaus des österreichischen Reichsrates seit dem 1. April 1867, welches mit dem Fideikommiss Petschau verknüpft war.
Am 29. Dezember 1876 erfolgte die österreichische Verleihung des Titels „Herzog und Fürst von Beaufort“, gefolgt am 5. Februar 1878 mit der Ansprache „Durchlaucht“. Die Nachgeborenen führen Titel und Namen „Graf von Beaufort-Spontin“ beziehungsweise „Gräfin von Beaufort-Spontin“.
Der jetzige Chef des Hauses Friedrich, Herzog und Fürst von Beaufort-Spontin ist belgischer sowie österreichischer Staatsbürger. Er lebt in Kainach in der Steiermark.

## Wappen
Das Wappen ist geviert und belegt mit silbernem Herzschild. Darin ist ein mit drei goldenen Muscheln belegter roter Schrägrechtsbalken. Der erste und vierte Viertel befindet sich in Gold ein roter Schrägrechtsbalken (ohne Muscheln); im zweiten und dritten Viertel sind Balken von Gold und Rot zehnfach geteilt. Auf dem Helm mit rot-silbernen Decken sind zwei voneinander abgekehrte silberne Messer. Die Schildhalter sind zwei widersehende goldene Löwen, jeder zwei goldene Lanzenschäfte mit Quasten am Knauf haltend. Ganz oben befindet sich die Fürstenkrone, rundherum der Fürstenmantel.

## Besitztümer

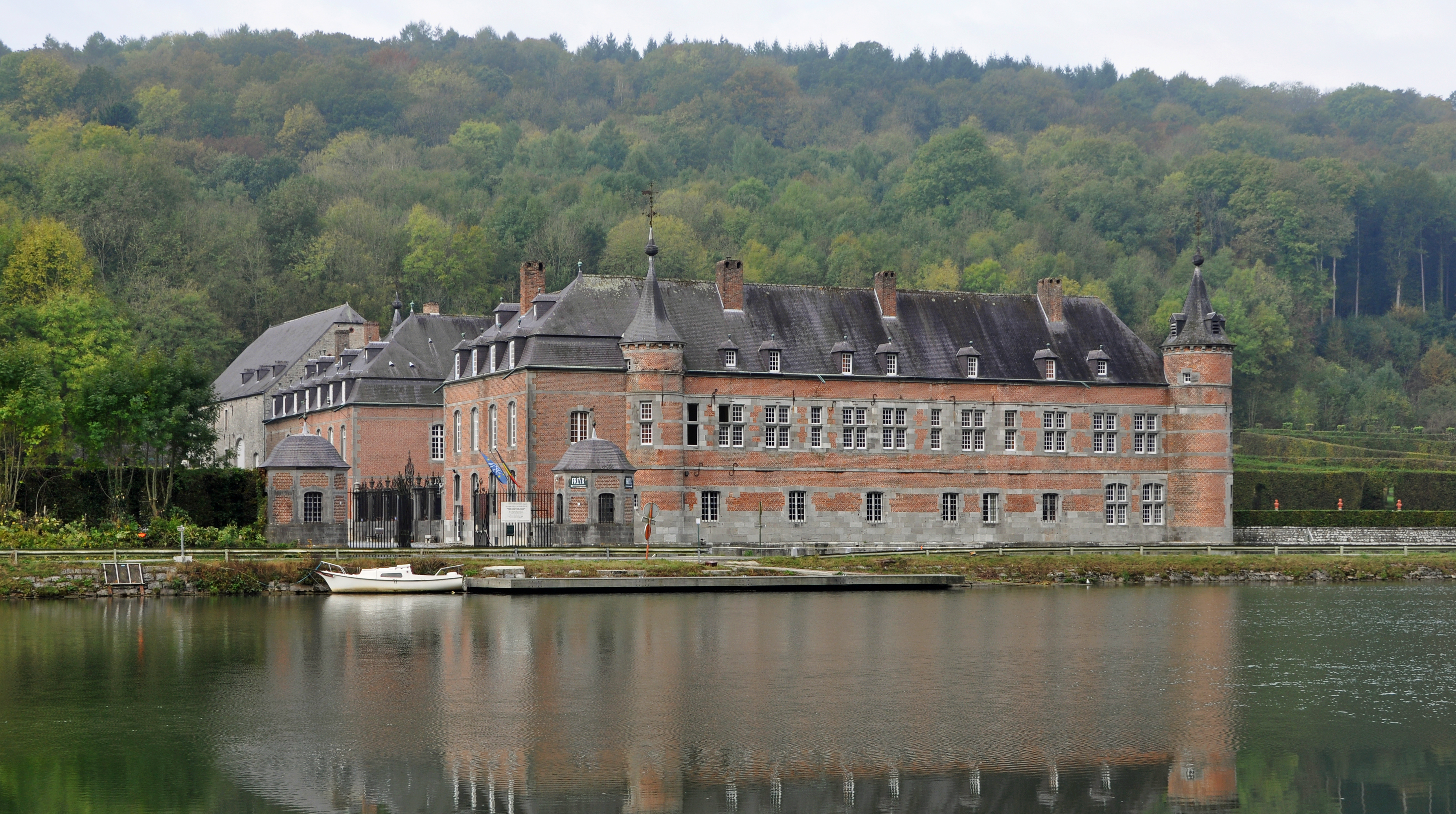
Schloss Freÿr an der Maas, Belgien

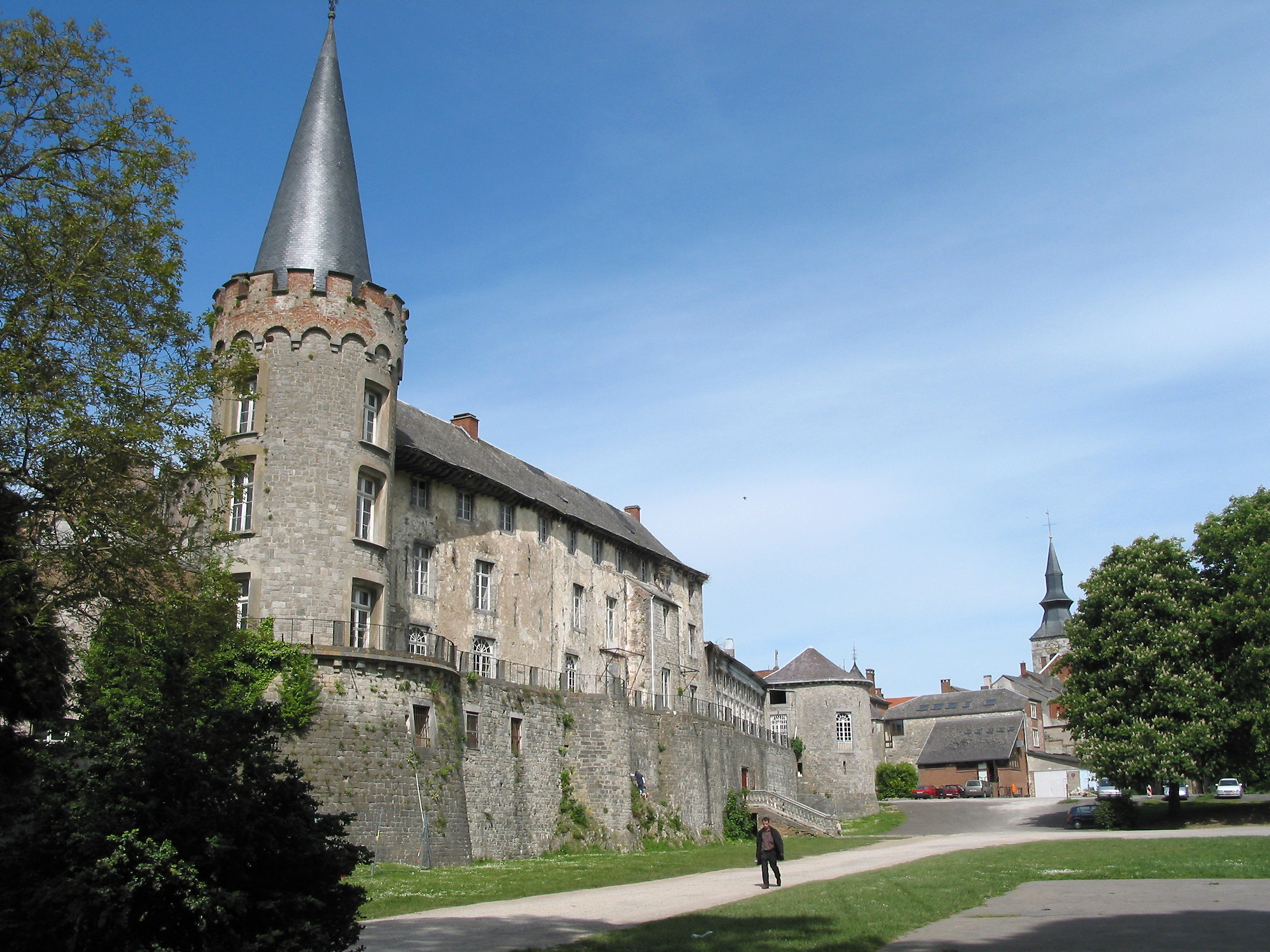
Schloss in Florennes, Belgien

- Schloss Spontin (in Yvoir, Belgien), kam Anfang des 13. Jahrhunderts an die Familie de Beaufort, von der es 1518 an die Familie de Glymes de Florennes fiel, von der es im Erbweg 1753 zurück an die Beaufort-Spontin kam, bevor es in der Französischen Revolution beschlagnahmt wurde.
- Das Schloss Freÿr in Belgien kam 1410 durch die Heirat der Erbin Marie de Rochefort mit Jacques de Beaufort-Spontin an die Familie. 1817 vererbte es der erste Herzog an seine Tochter Gilda (1813–1880), verheiratete Mouchet de Battefort, Comtesse de Laubespin, deren Nachfahren es bis heute gehört.
- Schloss Florennes, von 1771 bis 1893 (mit Unterbrechung während der Annexion durch Frankreich) im Besitz der Familie.
- 1813–1945 Burg und Schloss Bečov mit Fideikommiss Bečov (Petschau) in Westböhmen, 1813 von Herzog Friedrich erworben. Dort befindet sich aus dem Besitz der Familie bis heute der St.-Maurus-Schrein aus Florennes (1225–30).

## Herzöge von Beaufort-Spontin
1. Charles Albert, † 1753, 1746 erbländisch-niederländischer Comte et Marquis de Beaufort-Spontin; ⚭ Marie Marguerite Rose Dorothée Victoire Comtesse de Glymes, Marquise de Courcelles et de Florennes, Erbin von Florennes, † 1755, Erbtochter von Jean Victurnien Joseph und Marguerite Ferdinande Isabelle de Glymes, Marquise de Florennes
  1. Charles-Alexandre, Comte et Marquis de Beaufort-Spontin (1750–1766)
  2. Friedrich August Alexander, † 1817, 1766 Marquis de Spontin, de Florennes et de Courcelles, 1775 Comte de Beauraing, 1782 erbland-niederländischer Duc de Beaufort-Spontin, 1789 Reichsgraf, 1814 Generalgouverneur von Belgien; ⚭ I Maria Leopoldina Álvarez de Toledo († 1792) Tochter von Pedro Álvarez de Toledo, Herzog von El Infantado; ⚭ II Ernestine Margarete Gräfin von Starhemberg, † 1832, Tochter von Fürst Ludwig von Starhemberg
    1. (I) Franziska Philippine Thomas, † 1830; ⚭ Francisco de Borja Téllez-Girón, 10. Herzog von Osuna, † 1820
    2. (II) Friedrich Ludwig Ladislaus (1809–1834), 2. Duc de Beaufort-Spontin
    3. (II) Valérie Georgine (1811–1887) ⚭ I Georg Graf von Starhemberg (1802–1834), II Theodor Graf van der Straten-Ponthoz (1809–1889)
    4. (II) Marie Hermengilde (Gilda) (1813–1880) ⚭ Camille Mouchet de Battefort, Comte de Laubespin (1812–1876); Erbin von Freÿr
      1. Théodule Mouchet de Battefort, Comte de Laubespin (1848–1935), auf Freÿr, ⚭ Louise d’Avesgo de Coulonges
        1. Humbert Mouchet de Battefort, Comte de Laubespin (1881–1928) ⚭ Odette Lagarde
          1. Herménégilde (1919–1987), auf Freÿr, ⚭ Baron François Bonaert (3 Kinder)

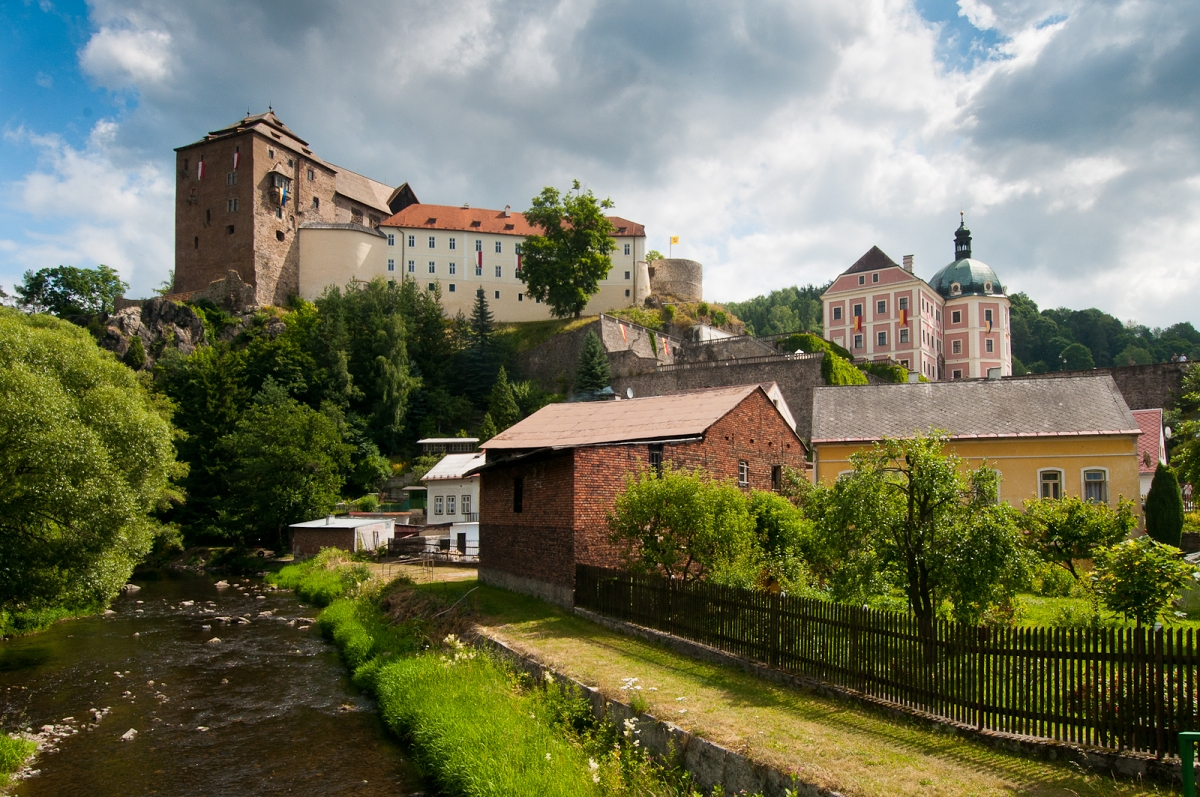
Burg und Schloss Bečov, Böhmen

    5. Burg und Schloss Bečov, Böhmen(II) Karl Alfred (1816–1888), 3. Duc de Beaufort-Spontin, 1876 österreichischer Fürst, Erbe des Fideikommiss Petschau ⚭ I Pauline de Forbes, † 1846, Tochter von Charles Théodore Palamède de Forbes, Marquis de Janson; ⚭ II Therese Prinzessin von Thurn und Taxis, † 1883, Tochter von Fürst Maximilian Karl
      1. (I) Friedrich Georg Maria, † 1916, 4. Duc de Beaufort-Spontin ⚭ Marie Melanie Prinzessin de Ligne
        1. Heinrich Maria Eugen, † 1966, 5. Duc de Beaufort-Spontin ⚭ Marie-Adelheid Gräfin von Silva-Tarouca
          1. Friedrich Joseph Karl, * 1916 † 1998, 6. Herzog und 4. Fürst von Beaufort-Spontin ⚭ Christiane Steinheuer
            1. Friedrich Christian, 7. Herzog und 5. Fürst von Beaufort-Spontin * 1944[4] ⚭ Astrid Deeg (2 Töchter)
            2. Christian Friedrich Walter Graf von Beaufort-Spontin * 1947 ⚭ Eva Horestzky (2 Töchter); ⚭ 2003 Sylvia Ferino-Pagden